# The Book of Abby
The Book of Abby is de derde aflevering van het vijftiende seizoen van de televisieserie ER, die voor het eerst werd uitgezonden op 16 oktober 2008.

## Verhaal
Dr. Lockhart heeft een besluit genomen: zij neemt een baan aan in Boston en wil daar samen met dr. Kovac gaan wonen en werken. Zij houdt dit nieuws voor zich omdat zij geen afscheid wil of kan nemen van haar collega's en wil stilletjes het ziekenhuis verlaten. Het nieuws wordt toch bekend en vooral dr. Rasgotra is teleurgesteld dat zij dit nieuws niet van dr. Lockhart zelf hoorde. Ondertussen neemt zij het op voor Taggart die voor de tuchtraad moet verschijnen voor het maken van een medische fout. Zij verklaart voor de tuchtraad dat de verpleegsters onder zeer enorme druk moeten werken en dat er dan weleens een fout gemaakt kan worden, dit mag echter niet afgerekend worden op een uitstekende verpleegster als Taggart. Dr. Lockhart krijgt een discussie met dr. Banfield over de behandeling van een slachtoffer van een schietpartij. Op het einde van haar werkdag moet zij dan toch afscheid nemen van haar collega's wat haar zwaar valt, dan rijdt zij met haar man dr. Kovac naar haar nieuwe leven.

## Rolverdeling

### Hoofdrollen
- Goran Višnjić - Dr. Luka Kovac
- Maura Tierney - Dr. Abby Lockhart
- Parminder Nagra - Dr. Neela Rasgrota
- John Stamos - Dr. Tony Gates
- Scott Grimes - Dr. Archie Morris
- Angela Bassett - Dr. Cate Banfield
- Leland Orser - Dr. Lucien Dubenko
- Gil McKinney - Dr. Paul Grady
- Linda Cardellini - verpleegster Samantha Taggart
- Laura Cerón - verpleegster Chuny Marquez
- Yvette Freeman - verpleegster Haleh Adams
- Mary Heiss - verpleegster Mary
- Brendan Patrick Connor - ambulancemedewerker Reidy
- Brian Lester - ambulancemedewerker Brian Dumar
- Troy Evans - Frank Martin

### Gastrollen (selectie)
- Charlotte Rae - Roxanne Gaines
- Carlos Knight - Zeke
- Patricia Lentz - hoofd verpleging
- Ntare Mwine - Paul Traylor
- Emily Schweitz - Lily
- Jon Sklaroff - jongen met bijbel
- George Wyner - rabbijn
- Alex Alexander - Carol Weddington
- Brent Kinsman - Curly Weddington
- Shane Kinsman - Larry Weddington